# Rieber-Mohnberget
Rieber-Mohnberget är en kulle i Antarktis. Den ligger i Östantarktis. Norge gör anspråk på området. Toppen på Rieber-Mohnberget är 1 567 meter över havet.
Terrängen runt Rieber-Mohnberget är platt åt nordväst, men åt sydost är den kuperad. Trakten är obefolkad. Det finns inga samhällen i närheten. 